# Turbinaria reniformis
Turbinaria reniformis е вид корал от семейство Dendrophylliidae. Възникнал е преди около 0,13 млн. години по времето на периода кватернер. Видът е уязвим и сериозно застрашен от изчезване.

## Разпространение и местообитание
Разпространен е в Австралия, Американска Самоа, Бахрейн, Британска индоокеанска територия, Вануату, Виетнам, Гуам, Джибути, Египет, Еритрея, Йемен, Израел, Индия, Индонезия, Йордания, Ирак, Иран, Камбоджа, Катар, Кения, Кирибати, Кокосови острови, Коморски острови, Кувейт, Мавриций, Мадагаскар, Майот, Малайзия, Малки далечни острови на САЩ, Маршалови острови, Мианмар, Микронезия, Мозамбик, Науру, Ниуе, Нова Каледония, Обединени арабски емирства, Оман, Остров Рождество, Острови Кук, Пакистан, Палау, Папуа Нова Гвинея, Провинции в КНР, Реюнион, Самоа, Саудитска Арабия, Северни Мариански острови, Сейшели, Сингапур, Соломонови острови, Сомалия, Судан, Тайван, Тайланд, Танзания, Токелау, Тонга, Тувалу, Уолис и Футуна, Фиджи, Филипини, Френска Полинезия, Шри Ланка и Япония.
Обитава океани, морета, заливи и рифове в райони с тропически и субтропичен климат.